# Асклепіодот
Асклепіодот (грец. Ἀσκληπιόδοτος; 2-а пол.V  ст. — поч. VI ст.) — лікар, математик й музика часів ранньої Візантійської імперії. Основні відомості про нього містяться  в «Суда».

## Життєпис
Походив з грекосирійської родини лікарів. Син Ісіхія, лікаря з Дамаску. Ймовірно народився в цьому ж місці. Спочатку разом з братом Паладієм навчався у батька. В подальшому продовжив навчання під орудою відомого лікаря Якова Псіхреста в Александрії (Єгипет). Тутбувзнайомий з Дамаскієм, філософом-неоплатоником, якийпро Асклепіодота згадує усвоїх працях.
Про лікарські принципи мало відомо, насамперед знаний тим, що пропонував використовувати в медичних цілях білу чемерицю.